# RK Kaštela Kaštel Gomilica
Maillots
Le RK Kaštela Kaštel Gomilica est un club de handball situé à Kaštel Gomilica, une petite ville proche de Split en Croatie.

## Histoire
Le club est fondé en 1958.
En 2010, alors que le club évolue en D2 et n'a encore jamais atteint l'élite, le RK Kastela Adriachem réussit à arriver jusqu'en finale de la Coupe de Croatie mais est battu par le RK Zagreb, 40 à 26. Zagreb ayant également remporté le Championnat, cette défaite permet toutefois au club de participer à la Coupe d'Europe des vainqueurs de coupe. Lors de cette campagne européenne, le club est éliminé dès son entrée en seizième de finale par le club ukrainien du HC Boudivelnyk Brovary.
Au terme de la saison 2010-2011, le club remporte le Championnat de Croatie de D2 et est promu pour la première fois dans le Championnat de Croatie (hr). Le club se maintient dans la deuxième moitié du championnat avant d'être relégué en 2017 (hr).

## Palmarès
- finaliste de la Coupe de Croatie en 2010
- vainqueur du Championnat de Croatie de D2 en 2011

## Campagne européenne
La parcours du club en coupes d'Europe est :
| Saison    | Compétition | Manche             | Date Aller       | Club                   | Aller | Total | Retour | Club                 | Date Retour      |
| --------- | ----------- | ------------------ | ---------------- | ---------------------- | ----- | ----- | ------ | -------------------- | ---------------- |
| 2010-2011 | C2          | Seizième de finale | 20 novembre 2010 | HC Boudivelnyk Brovary | 33-20 | 51-39 | 18-19  | RK Kastela Adriachem | 27 novembre 2010 |